# ادریس شاه
ادریس شاه، (به هندی: इदरीस शाह)؛ (۱۹۲۴ ژوئن ۱۶–۱۹۹۶ نوامبر ۲۳) (به عربی: سید ادریس هاشمی) و با نام هنری Arkon Daraul، نویسنده و معلم در سنت تصوف که بیش از سی کتاب در موضوعات مختلف از جمله روانشناسی و معنویت در قالب سفرنامه ها و مقالات فرهنگی نوشت.

## سال‌های اولیه زندگی
ادریس شاه در هند، و از نسل یک خانواده اشرافی افغانستانی متولد شد. او بیشتر عمرش را در انگلستان سپری کرده‌است. نوشته‌های اولیه او بیشتر روی سحر و جادوگری متمرکز شده‌است.

## دوران اوج
او در سال ۱۹۶۰ خانه چاپ و نشر و مطبوعات ادبیات تصوف خودش را تأسیس کرد و اقدام به تولید و ترجمه آثار صوفیان کرد. در سال ۱۹۶۴ به خوبی ظاهر شد و موفق به دریافت جوایز بین‌المللی شد. در سال ۱۹۶۵، شاه یک مؤسسه تحقیقات فرهنگی و یک مؤسسه خیریه آموزشی مستقر در لندن اختصاص داده شده به مطالعه رفتار و فرهنگ انسانی را افتتاح کرد.

## مرگ
ادریس شاه در ۲۳ نوامبر ۱۹۹۶ در سن ۷۲ سالگی در لندن درگذشت.

## موضوع رباعیات خیام
او در اواخر دهه هفتاد میلادی ترجمه ای منسوب به اشعار خیام ارایه کرد. وی مدعی بود که این ترجمه را از نسحه ای از اشعار خیام که در خانواده او از ۸۰۰ سال قبل وجود داشته صورت داده‌است. اما L. P. Elwell-Sutton شرق‌شناس دانشگاه ادینبرو و برخی دیگر معتقد بودند که این نسخه جعلی است.